# Camperol de Nova Caledònia
El camperol de Nova Caledònia (Cincloramphus mariae; syn: Megalurulus mariae) és una espècie d'ocell de la família dels locustèl·lids (Locustellidae). És endèmic de l'illa de Nova Caledònia, a la Melanèsia. Els seus hàbitats principals són els matollars humids tropicals i subtropicals. El seu estat de conservació es considera de risc mínim.

## Taxonomia
Segons la llista mundial d'ocells del Congrés Ornitològic Internacional (versió 13.2, agost 2023) aquest tàxon està classificat en el gènere Cincloramphus. Tanmateix, altres obres taxonòmiques, com el Handook of the Birds of the World i la quarta versió de la BirdLife International Checklist of the birds of the world (Desembre 2019), el classifiquen encara com a única espècie del gènere Megalurulus.